# Steinkiste von Bjurhovda
Die endneolithische Steinkiste von Bjurhovda (schwedisch Hällkistan från Bjurhovda) liegt im Stadtteil Bjurhovda von Västerås in Västmanland in Schweden. Steinkisten sind eine im Mälartal seltene Monumentart. 
1968 wurde auf einem Hügel in Bjurhovda ein Gräberfeld ausgegraben, um dokumentiert und entfernt zu werden. Die meisten der insgesamt 70 runden Steinsetzungen waren Brandgräber aus der Spätwikingerzeit mit Grabbeigaben. Am höchsten Punkt des Geländes befand sich ein 1,0 m hoher Grabhügel mit einem Durchmesser von 10,0 m, der seitlich durch Kiesabbau beschädigt war. Einige der dem Hügel am nächsten gelegenen Bestattungen stammten aus der Bronzezeit. 
Als die Archäologen den Hügel ausgruben, entdeckten sie eine spätneolithische (2000–1800 v. Chr.), etwa 4,0 m lange und 1,25 m breite Steinkiste. Erhalten sind sechs große und sechs kleinere seitliche Tragsteine, aber keine Decksteine. In der Kiste fanden sich die eingeäscherten Überreste von mindestens vier Personen, einige Feuersteinstücke, ein Paar Schieferanhänger, ein Specksteinanhänger, eine Steinaxt und nicht eingeäscherte Knochen eines Pferdes oder einer Kuh. Um die Kiste herum gab es mehrere verbrannte menschliche und tierische Knochen. Neben dem verbrannten Skelett einer Frau zwischen 20 und 25 Jahren, die sich in den Resten eines Eichensarges befand, lag ein Feuersteindolch aus der Dolchzeit (um 1600 v. Chr.). Das Gräberfeld wurde nach der Ausgrabung entfernt, aber die Steinkiste wurde 1995 an ihrer ursprünglichen Stelle wieder aufgebaut.